# Матале
Матале - місто в центральній частині Шрі-Ланка, за 142 км від Коломбо і за 26 км від Канді. Центр округу Матале
в Центральній провінції. Місто і його околиці мають велике культурно-історичне значення.
З півночі біля міста розташований храм Алувіхара, де був записаний на пальмових листках палійський канон. Неподалік від храму Алувіхара знаходяться декілька печер з унікальними фресками.
В 1848 році в Матале спалахнуло повстання, і відбулася битва між британським гарнізоном і повстанцями, які обложили англійців і утримували місто. Керівники повстання Пуранаппу і Гонгалегода Банда вважаються національними героями Шрі-Ланка.
У 1860 році в місті англійці заснували християнську церкву.

## Пам'ятки
- Храм Алувіхара
- Муніципальний парк
- Пам'ятник Віяла Пуранаппу
- Старий вокзал 1880
- Церква
- Індійський храм, у якому проводяться свята
- Годинна вежа

## Галерея

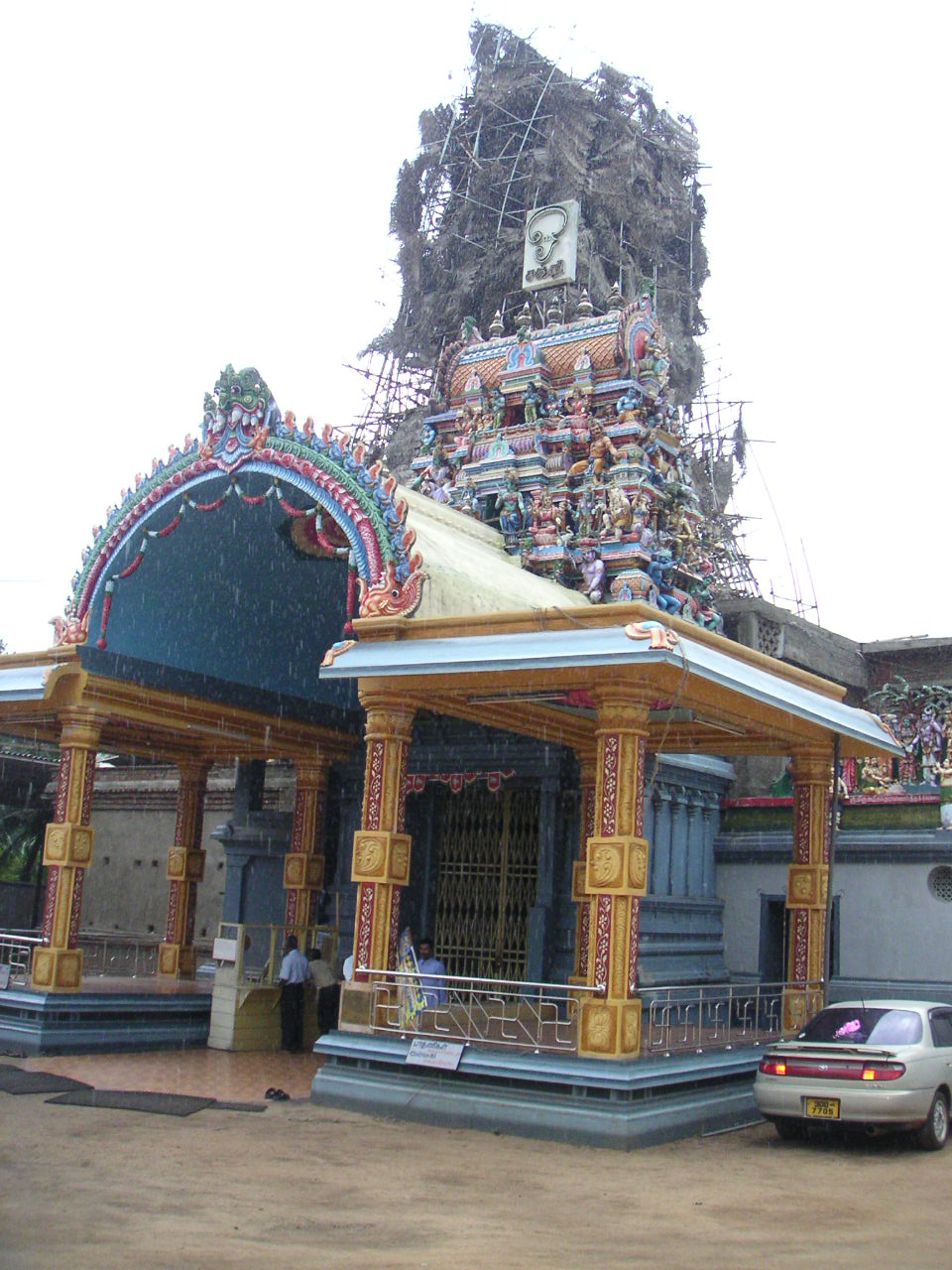
Індуїстський храм
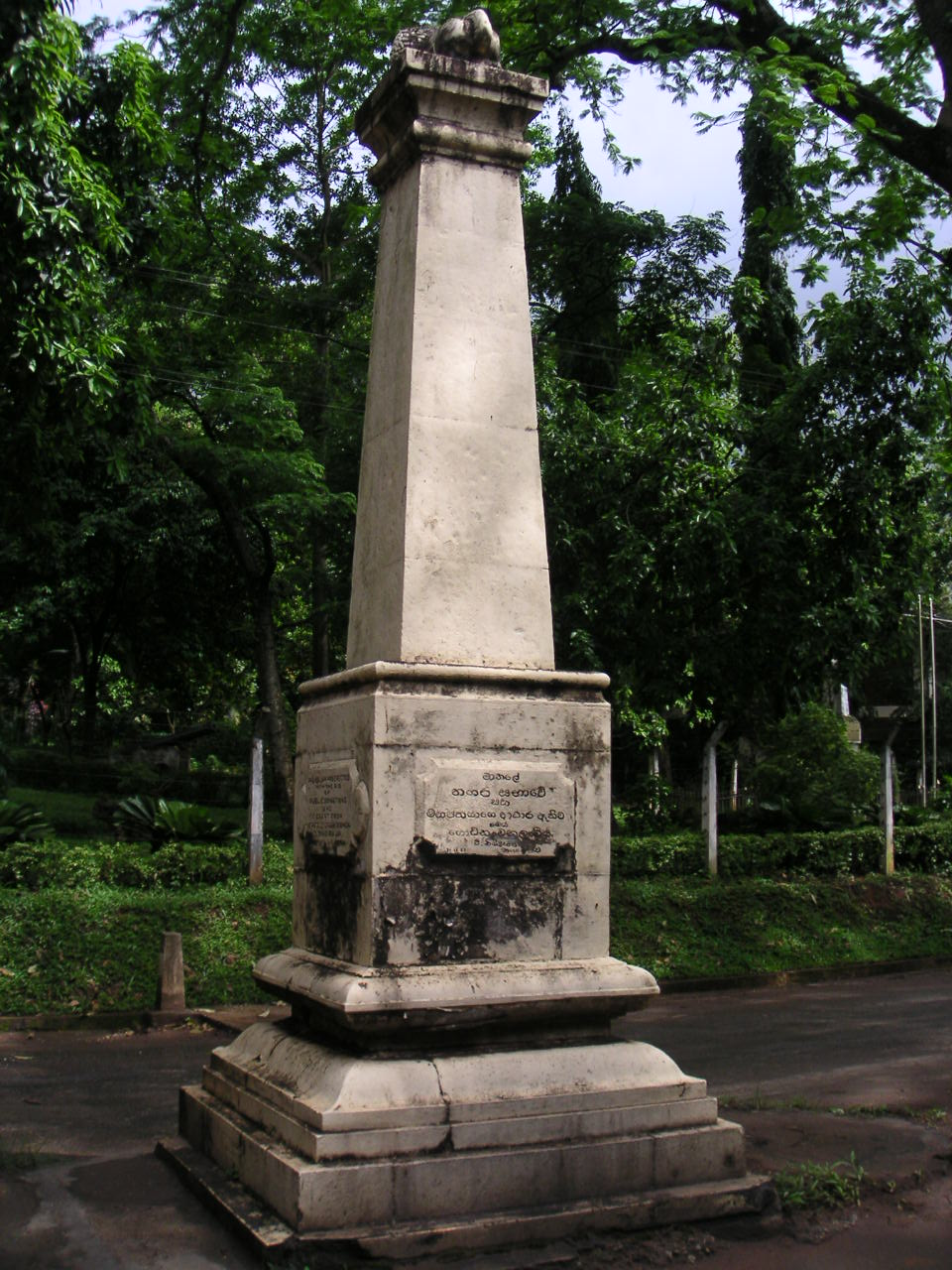
Меморіал повстання 1848
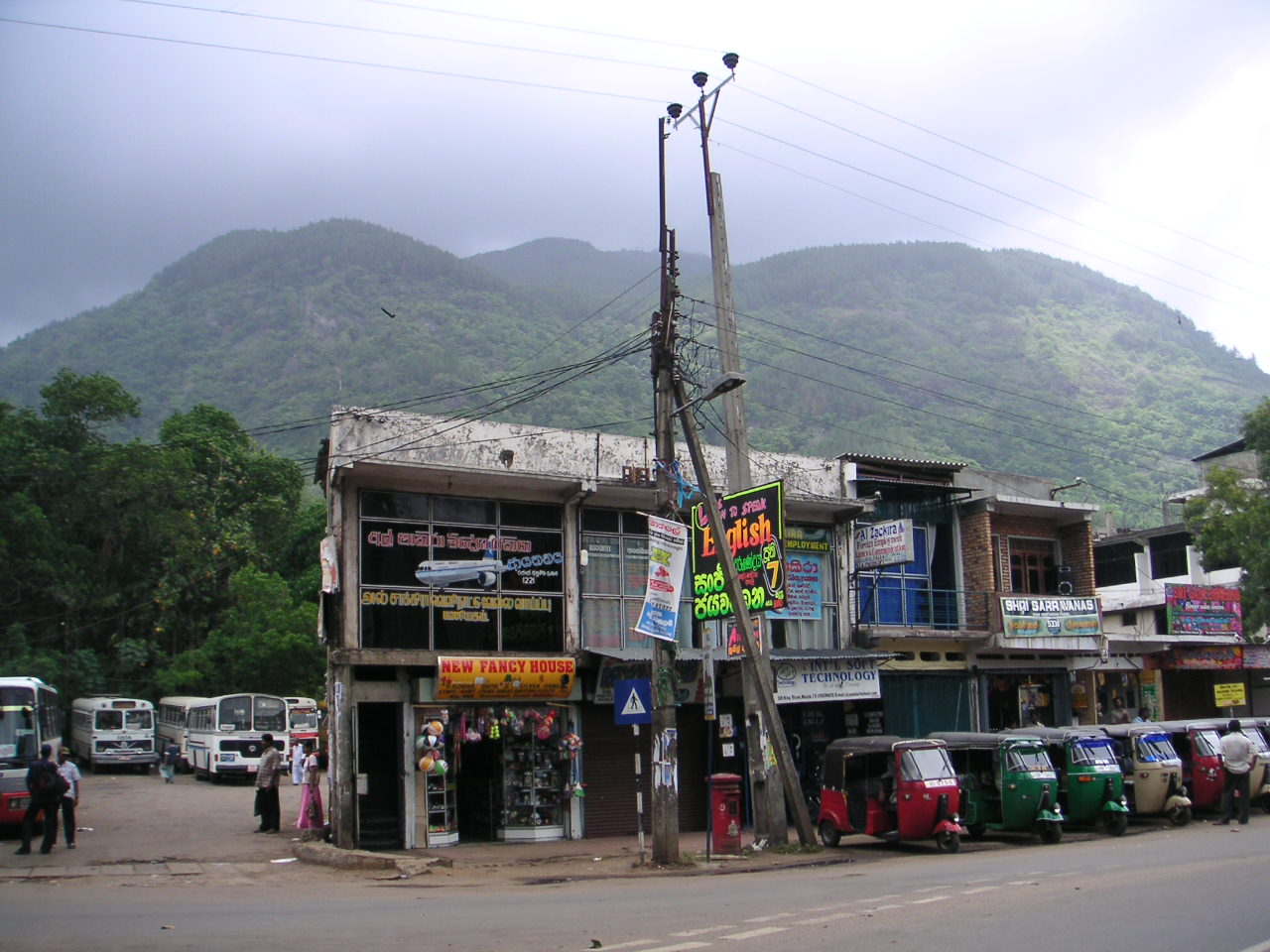
Автобусний вокзал

## Див. Також
- Матале
- Центральна провінція (Шрі-Ланка)